# Neopetrobia galeniae
Neopetrobia galeniae är en spindeldjursart som beskrevs av Meyer 1974. Neopetrobia galeniae ingår i släktet Neopetrobia och familjen Tetranychidae. Inga underarter finns listade i Catalogue of Life.